# Comuna Uleanovka, Hrebinka
Uleanovka (în ucraineană Ульяновка) este o comună în raionul Hrebinka, regiunea Poltava, Ucraina, formată din satele Besidivșciîna, Jovtneve, Novoselivka, Skoceak și Uleanovka (reședința).

## Demografie
Componența lingvistică a comunei Uleanovka
     Ucraineană (97,14%)
     Rusă (2,13%)
     Alte limbi (0,57%)
Conform recensământului din 2001, majoritatea populației comunei Uleanovka era vorbitoare de ucraineană (97,14%), existând în minoritate și vorbitori de rusă (2,13%).